# Karol Prozor
Karol Prozor herbu Prozor (ur. 1759 – zm. 1 listopada 1841 w Chojnikach) – członek Komisji Rządu Tymczasowego Wielkiego Księstwa Litewskiego w 1812, członek Sztabu Generalnego Wojska Wielkiego Księstwa Litewskiego w 1792 roku, oboźny wielki litewski, marszałek Trybunału Głównego Wielkiego Księstwa Litewskiego w 1787 roku.
Najstarszy syn wojewody witebskiego Józefa i Felicjanny Niemirowicz-Szczytt, córki kasztelana mścisławskiego Józefa, brat Ignacego Kajetana.
Rodzicami chrzestnymi Józefa Prozora byli Karol Chrystian Wettyn, królewicz polski, książę kurlandzki, i  Zofia z Niemirowiczów-Szczyttów Zabiełłowa - siostra matki. Chrzest odbył się w 1761 w czasie pobytu księcia Karola u Zofii i Antoniego Zabiełłów w ich rezydencji w Czerwonym Dworze.
W 1785 został kawalerem Orderu Świętego Stanisława.
Zwolennik konstytucji 3 maja. Jeden z przywódców organizacji spiskowej przygotowującej wybuch powstania kościuszkowskiego. Przywódca insurekcji wileńskiej. Był zastępcą radcy w Radzie Najwyższej Narodowej. Po upadku powstania emigrował za granicę. Należał do Agencji.
W 1812 wszedł do Komisji Rządzącej Tymczasowej Litewskiej, w której objął resort skarbowy.
Odznaczony Orderem Orła Białego, w 1812 francuską Legią Honorową.
Poślubił Ludwikę Konstancję ks. Szuyską.